# Harlösa
55°43′2.2692″N 13°31′32.110″Ø / 55.717297000°N 13.52558611°Ø
Harlösa er et byområde i Eslöv Kommune i Skåne, beliggende et par kilometer fra Vombsjön. I 2010 havde byen 763 indbyggere.

## Eksterne kilder og henvisninger
1. ↑  Folkmängd i tätort och småort per kommun 2010 Statistiska centralbyrån besøgt 29. december 2015

- Wikimedia Commons har flere filer relateret til Harlösa